# Teodoras Aukštuolis
Teodoras Aukštuolis (ur. 9 listopada 1991 w Wiłkomierzu) – litewski zawodnik mieszanych sztuk walki (MMA) oraz judoka walczący w wadze półciężkiej.

## Kariera
W wieku 9 lat zaczął trenować judo, a w mieszanych sztukach walki zadebiutował w 2009 roku.

## Osiągnięcia
Mieszane sztuki walki:
- 2015: Półfinalista turnieju Rizin FF World Grand Prix wagi ciężkiej

Judo:
- 2007: Brązowy medalista Mistrzostw Litwy U20 w kategorii -90 kg
- 2008: Srebrny medalista Mistrzostw Litwy U20 w kategorii -90 kg
- 2008: Brązowy medalista Mistrzostw Litwy U23 w kategorii -90 kg
- 2009: Mistrz Litwy U20 w kategorii -100 kg
- 2009: Brązowy medalista Mistrzostw Litwy  w kategorii -90 kg
- 2010: Brązowy medalista Mistrzostw Litwy  w kategorii -90 kg
- 2010: Mistrz Litwy U20 w kategorii -90 kg
- 2010: Srebrny medalista Mistrzostw Litwy U23 w kategorii -90 kg
- 2011: Brązowy medalista Mistrzostw Litwy U23 w kategorii -90 kg
- 2012: Brązowy medalista Mistrzostw Litwy  w kategorii -90 kg
- 2013: Srebrny medalista Mistrzostw Litwy U23 w kategorii -100 kg

## Lista zawodowych walk MMA
| Wynik     | Bilans | Przeciwnik (bilans przed walką) | Rozstrzygnięcie                             | Runda | Czas | Rozgrywki                                             | Data       | Miejsce    | Uwagi                                                                      |
| --------- | ------ | ------------------------------- | ------------------------------------------- | ----- | ---- | ----------------------------------------------------- | ---------- | ---------- | -------------------------------------------------------------------------- |
| Przegrana | 11-7   | Omari Achmedow (22-7-1)         | Poddanie (duszenie trójkątne rękoma)        | 2     | 2:50 | PFL 4: 2022 Regular Season                            | 17.06.2022 | Atlanta    |                                                                            |
| Przegrana | 11-6   | Marthin Nielsen (8-3)           | Decyzja (jednogłośna)                       | 3     | 5:00 | PFL 2022 #1: Regular Season                           | 20.04.2022 | Arlington  | Playoffy sezonu regularnego PFL 2022.                                      |
| Wygrana   | 11-5   | Marvin Aboeli (2-2)             | TKO (ciosy pięściami)                       | 2     | 3:35 | MMA Bushido 72                                        | 04.11.2017 | Szawle     | Main Event                                                                 |
| Przegrana | 10-5   | Karl Albrektsson (5-1)          | Poddanie (duszenie trójkątne rękoma)        | 1     | 8:01 | RIZIN Fighting World Grand Prix 2017 1st Round        | 30.07.2017 | Saitama    | Powrót do wagi półciężkiej.                                                |
| Wygrana   | 10-4   | Sergiej Socha (9-14)            | Poddanie                                    | 1     | 2:43 | King of Kings 45: World GP 2017 in Vilnius            | 18.03.2017 | Wilno      | Limit umowny -95 kg. Main Event                                            |
| Przegrana | 9-4    | Szymon Bajor (15-6)             | Decyzja (jednogłośna)                       | 2     | 5:00 | RIZIN Fighting World Grand Prix 2016: 1st Round       | 25.09.2016 | Saitama    | Pierwsza runda turnieju Rizin FF World Grand Prix w wadze otwartej (open). |
| Wygrana   | 9-3    | Jaideep Singh (2-1)             | Decyzja (jednogłośna)                       | 3     | 5:00 | Rizin FF 1 : Fujita vs Prochazka                      | 17.04.2016 | Nagoja     | Limit umowny -98 kg.                                                       |
| Przegrana | 8-3    | Muhammed Lawal (17-4)           | Decyzja (jednogłośna)                       | 2     | 5:00 | RIZIN Fighting World Grand Prix 2015: Day 2           | 31.21.2015 | Saitama    | Półfinał turnieju Rizin FF World Grand Prix w wadze ciężkiej.              |
| Wygrana   | 8-2    | Bruno Henrique Cappelozza (7-3) | KO (ciosy pięściami)                        | 1     | 3:32 | RIZIN Fighting World Grand Prix 2015: Day 1           | 29.12.2015 | Saitama    | Ćwierćfinał turnieju Rizin FF World Grand Prix w wadze ciężkiej.           |
| Wygrana   | 7-2    | Aleksandr Grebenkin (11-11)     | Decyzja (jednogłośna)                       | 3     | 5:00 | Bushido Lithuania: Heroes Series 2015 Vilnius         | 14.11.2015 | Wilno      | Limit umowny -96 kg.                                                       |
| Wygrana   | 6-2    | Krzysztof Pietraszek (4-5)      | Poddanie (duszenie gilotynowe)              | 1     | 2:12 | Bushido Lithuania: Hero's 2015                        | 18.04.2015 | Olita      | Limit umowny -93 kg.                                                       |
| Wygrana   | 5-2    | Hendrik Oschmann (7-6)          | TKO (ciosy pięściami)                       | 1     | 1:17 | Bushido Lithuania: Hero's Lithuania 2012              | 10.11.2012 | Wilno      |                                                                            |
| Przegrana | 4-2    | Aleksandr Grinczuk (4-3)        | Poddanie (duszenie gilotynowe)              | 1     | 2:19 | Far Eastern Modern Pankration Federation: Mayor's Cup | 07.05.2011 | Chabarowsk |                                                                            |
| Wygrana   | 4-1    | Dmitrij Usowski (1-3)           | TKO (ciosy pięściami)                       | 1     | 1:01 | Bushido Lithuania 20                                  | 11.03.2011 | Wiłkomierz | Main Event                                                                 |
| Wygrana   | 3-1    | Tomasz Kloc (0-0)               | TKO (ciosy pięściami)                       | 1     | 3:49 | Bushido Lithuania: Hero's Lithuania 2010              | 20.11.2010 | Wilno      |                                                                            |
| Wygrana   | 2-1    | Władimir Denisow (0-1)          | Poddanie (dźwignia prosta na staw łokciowy) | 1     | 1:00 | Real Fights 8                                         | 27.02.2010 | Uciana     |                                                                            |
| Wygrana   | 1-1    | Arturas Liutika (2-9-1)         | TKO (ciosy pięściami)                       | 1     | 1:33 | Bushido Lithuania :Hero's 2009                        | 14.11.2009 | Wilno      |                                                                            |
| Przegrana | 0-1    | Tadas Sapoka (1-1)              | Poddanie (duszenie trójkątne rękoma)        | 2     | 0:38 | Bushido Lithuania 13                                  | 06.09.2009 | Kowno      |                                                                            |